# Dendrocerus aloha
Dendrocerus aloha är en stekelart som beskrevs av Paul Dessart 1994. Dendrocerus aloha ingår i släktet Dendrocerus och familjen trefåresteklar. Inga underarter finns listade i Catalogue of Life.